# Bandekrigen
Bandekrigen er en voldelig konflikt mellem Hells Angels og deres støttegruppe AK81 på den ene side og forskellige indvandrerbander på den anden. Bandekrigen har været i gang i Danmark siden 2008. Indtil 2010 havde politiet registreret over 100 skudepisoder, 7 dræbte og 55 sårede.
I 1996-1997 var Hells Angels involveret i en anden voldelig konflikt, den såkaldte Rockerkrig. I 1990'erne var Hells Angels i konflikt med en anden rockergruppering, Bandidos.

## Episoder

### 2008
Bandekrigen siges at begynde med drabet på den 19-årig Osman Nuri Dogan den 14. august 2008.
Han bliver skudt med en Kalashnikov-riffel fra et bilvindue da han stod sammen med en snes kammerater på Lille Torv i den Københavnske forstad Tingbjerg.
Dogan var selv bevæbnet.
Omkring en måned senere, den 14. september 2008, blev to personer såret af skud på internetcaféen Surf & Play på Rantzausgade på Nørrebro. Mindst 11 skud blev affyret.
Khalid Alsubiihi, formanden for fædregruppen på Nørrebro, mente at gerningsmændene havde tilknytning til Hells Angles, og ifølge ham havde de to sårede ingen tilknytning til urolighederne.

### 2009
På Baggesensgade blev en person ramt i hofte, lår, ankel og arm efter, at 10 skud var affyret mod ham den 22. april 2009.
Et par dage senere, den 25. april 2009, blev der skudt 7 skud mod en person i Gartnergade.
To måneder efter, den 30. juni 2009, lykkedes det politiet at forhindre et muligt drabsforsøg på Nytorv.
Den 11. september 2009 var en 19-årig mand i Stationskiosken i Skelbækgade på Vesterbro udsat for et drabsforsøg.
Det senere kronvidne, MP, fra Hells Angels, har erkendt at have skudt manden.
4 skud ramte ofret, der senere måtte have det ene underben amputeret.
I oktober 2009 blev der skudt fra bil mod en række rockere da de spiste på restaurant Sticks'n'Sushi i Hellerup.
Ved drive-by skyderiet blev en rocker ramt i ansigtet.

### 2011
Flere tilfældige personer uden kendte relationer til bandemiljøet er blevet ramt.
En 24-årig mand blev ramt i skuldren den 11. november 2011 ved Tingbjerg, da han holdt for rødt lys.

### 2012
I april 2012 synes Bandekrigen at være overstået da flere grupperinger fra bandemiljøet lavede en form for manifestation og magtdemonstration ved at "gå en tur på Strøget" i det københavnske natteliv. Over 100 personer deltog, og politiet frygtede, at de ville skabe uro, så politiet bad dem om at forlade stedet.
Mindre end en måned senere var der dog rapporteret om flere skudepisoder og knivoverfald igen, og medier skrev, at en ny bandekrig ulmede.

### 2017
I sommeren og efteråret 2017 har de to grupperinger Loyal to Familia og Brothas en bandekonflikt med udspring på Nørrebro i København. Konflikten blev midlertidigt afblæst, da en våbenhvile blev forhandlet på plads den 12. november af fædre til bandemedlemmer fra begge grupperinger. På det tidspunkt havde konflikten omfattet 42 skudepisoder, og 25 personer blev ramt, hvoraf 3 døde.

## Baggrund
Politiet mener at bandekrigen handler om fordelingen af hashmarkederne og indtægter fra andet kriminalitet. Men Dette afviser Hells Angels, og deres talsmand Jørn Nielsen har udtalt, at bandekrigen startede, fordi "indvandrere chikanerede almindelige danskere", hvilket Hells Angels har beskrevet nærmere i Sjakalmanifestet, som Hells Angels udgav i sommeren 2009, ifølge en rival i bandekrigen Blågårdsgruppen skyldes bandekrigen, at Hells Angels har forsøgt at hverve medlemmer fra deres gruppe. Udover at være blevet beskrevet i nyhedsartikler og bøger, er konflikten desuden blevet belyst videnskabeligt i et studie af Christian Klement. Resultaterne i studiet sandsynliggør, at vold begået af Hells Angels og deres støttegruppe AK81 på den ene side og de forskellige indvandrerbander på den anden er statistisk signifikant korreleret i relation til konflikten.

## Politi- og retssager
Politiet begyndte at optrappe indsatsen mod rocker- og bandemiljøet med synlig patruljering og landsdækkende efterforskning og efterretningsindhentning i september 2008.
Flere razziaer er gennemført mod rockerborgene.
Efter skuddramaet i oktober 2009 på sushirestauranten i Hellerup ransagede politiet samtlige rockertilholdssteder i København og Ishøj, blandt andre lokaliteter på Jægersborggade og Svanevej.
I oktober 2009 oprettede politiet også en særlig bandeenhed, Task Force Øst.
Enheden samarbejdede med Politiets Efterretningstjenestes Center for Organiseret kriminalitet.
Ved en aktion i maj 2010 fandt politiet 800 gram sprængstof.
I september 2011 blev en fremtrædende rocker idømt over 11 års fængsel for drabsforsøg på baggrund af et vidneudsagn fra et kronvidne.
For drabet på Dogan anholdt politiet i 2008 en 22-årig mand, der er medlem af AK81.
I november 2011 begyndte retssagen mod en nu 25-årig mand.
I forbindelsen med retssagen ved Retten i Glostrup opstod der et større slagsmål, hvor 62 personer blev anholdt.